# Chiton olivaceus
Chiton olivaceus ist eine Art der Käferschnecken. In der Literatur wird sie auch als Bunte Käferschnecke oder Grüne Käferschnecke bezeichnet.

## Merkmale
Chiton olivaceus wird bis 4 cm groß. Wie bei allen Käferschnecken besteht die Schale aus 8 Platten. Die Platten dieser Art haben einen deutlichen Längskiel auf der Oberseite. Die Mittel- und Seitenfelder haben kräftige Rippen. Die Farbe ist gelbbraun bis olivgrün, manchmal auch schwarz, rot, orange oder gelb. Die Längs- und Quermusterung ist variabel. Oft sind die Platten II und VII verschieden von den anderen gefärbt. Der Gürtel hat helle und dunkle Streifen.

## Vorkommen
Das Verbreitungsgebiet umfasst das Mittelmeer. Die Art ist regelmäßig und häufig in Felsnischen, unter Steinen, leeren Schalen von der Gezeitenzone bis in 40 m Tiefe zu beobachten.